# Ri Myong-jun
Ri Myong-jun est un footballeur international nord-coréen, évoluant au poste de milieu de terrain au sein du club thaïlandais de Thai Port.

## Biographie
Né en 1990, Ri Myong-jun est formé au sein du club de Sobaeksu SC, où il commence sa carrière professionnelle en 2008. L'année suivante, il a l'occasion d'être transféré en Europe ; en compagnie de son compatriote Hong Kum-song, il rejoint le club letton du Dinaburg FC, qui évolue en première division. Il change de club à l'issue de la saison et signe au FC Daugava, toujours en Lettonie. L'année suivante, il change à nouveau de formation et s'engage avec l'équipe danoise du FC Vestsjælland, qui évolue en deuxième division danoise. Après trois saisons en demi-teinte (27 matchs pour aucun but marqué), Ri retourne en Asie. Le club de Muangthong United l'engage et le prêt aussitôt à un autre club du pays, le Thai Port FC.
Il est appelé très tôt en équipe nationale nord-coréenne, dans sa catégorie. Il atteint ainsi avec sa sélection la finale de la Coupe d'Asie des moins de 16 ans 2006, inscrivant un but face à la Chine en quarts de finale. Cette performance lui permet d'intégrer le groupe participant à la Coupe du monde de football des moins de 17 ans 2007, qui a lieu au Canada. Ri va participer aux quatre rencontres des jeunes Chollimas, qui sont éliminés en huitièmes de finale par l'Espagne. Sa première sélection en équipe nationale A a lieu en 2010. À l'occasion de la VFF Cup 2010, un tournoi amical organisé au Viêt Nam, il inscrit même son premier but en sélection face à Singapour. Il brille lors de la Coupe d'Asie de l'Est 2013 puisqu'il inscrit quatre buts lors des deux premières rencontres : deux face à Taïwan et deux contre la sélection de Guam. Cette performance lui permet de remporter le titre de meilleur buteur de la deuxième phase de la compétition.

## Palmarès
- Finaliste de la Coupe d'Asie des moins de 16 ans 2006 avec la Corée du Nord